# Софтуер за електронен магазин
В онлайн маркетинга „количката за пазаруване“ е част от софтуера за електронна търговия на уеб сървър, който позволява на посетителите на уеб сайт да избират продукти за евентуална покупка.
Софтуерът позволява на онлайн потребителите да създават списък с артикули за покупка, описан метафорично като „слагане на продукти в пазарската кошница“ или „добавяне в кошницата“. При завършаване на поръчка софтуерът обикновено изчислява общата сума за поръчката, включително транспорт, доставка, такси и свързаните с тях данъци, както е приложимо.

## История
Развитието на системите за уеб магазин става непосредствено след като интернет започва да се използва масово. Това е резултат от стартирането на браузъра Mosaic през 1993 г. и Netscape през 1994 г. Създава се средата, в която уеб магазини биха били възможни. Ето защо интернетът е имал ключова роля развитие на инфраструктурата, която е допринесла за бързото разпространение на електронната търговия, подмножество на е-бизнеса, който описва всички компютърни бизнес сделки. През 1998 г. са наблюдавани общо 11 модели за електронен бизнес, един от който е бизнес моделът на електронен магазин за търговия на дребно („бизнес към потребител“) – бизнес, наричан още „онлайн магазин“. Двата термина „онлайн магазин“ и „е-магазин“ се използват взаимозаменяемо. Терминът „онлайн пазаруване“ е изобретен много по-рано през 1984 г.; например в телевизонното пазаруване често се използва терминът преди популярността на онлайн метода. Днес терминът се отнася предимно за бизнес модела за търговия на дребно. С цел да се осъществи „онлайн пазаруването“ е необходима софтуерна система. Тъй като „онлайн пазаруването“, в контекста на бизнес модела за търговия на дребно, стана широко достъпен за крайния потребител, уеб базираните „онлайн магазини“ еволюираха.
За системи за онлайн пазаруване в този контекст най-точно е да се използва терминът „уеб магазин“ или „интернет магазин“.

## Техническа дефиниция
Тези приложения обикновено представляват средства за събиране на клиентската информация за плащане, но в случай на кредитна карта те разчитат на софтуерен модул на сигурен портален доставчик, за да провеждат сигурни трансакции на кредитни карти онлайн.
Някои настройки трябва да се направят в HTML кода на сайта, както и софтуерът трябва да бъде инсталиран на сървъра, на който се намира сайта, или на защитен сървър. В повечето уеб базирани приложения данните, свързани с количката за пазаруване, се съхраняват в обекта на сесията и е достъпна за манипулиране в движение, тъй като потребителят избира различни продукти от кошницата. По-късно в процеса на финализиране на поръчката информацията е достъпна и поръчка се генерира за добавените продукти и по този начин се изчиства количката за пазаруване.
Въпреки че най-простите колички за пазаруване позволяват един артикул да се добави към кошница, за да започне процес на самата поръчка, повечето софтуери за пазаруване осигуряват допълнителни функции, които интернет търговците използват, за да управляват изцяло своя онлайн магазин. Данни като продукти, категории, отстъпки, поръчки, клиенти и т.н. обикновено се съхраняват в база данни и са достъпни в реално време от софтуера.